# 김진걸
김진걸(1993년 2월 6일 ~ )은 대한민국의 남자 배우이다.

## 출연작

### 영화
- 2020년 영화 죽지 않는 인간들의 밤 - 웨이터 역
- 2019년 영화 내안의 그놈 - 민우 친구3역